# Novazzano
Novazzano är en ort och kommun  i distriktet Mendrisio i kantonen Ticino, Schweiz. Kommunen har 2 344 invånare (2023).
Kommunen gränsar i söder till Italien.